# Incendio de Temuco de 1908
El incendio de Temuco de 1908 fue un siniestro ocurrido el 18 de enero de dicho año en el centro de dicha ciudad chilena. El incendio consumió al menos 21 manzanas y dejó aproximadamente 3500 damnificados y 2 muertos.

## Desarrollo
Según lo publicado por la revista Zig-Zag en su número 152 del 26 de enero de 1908, el incendio habría comenzado en un local denominado «La Proveedora del Hogar» y cubrió desde la actual estación de trenes por el oriente hasta la actual calle Vicuña Mackenna por el poniente y desde calle Manuel Montt por el sur hasta la actual calle Miraflores por el norte, aunque según la misma publicación habría tenido una extensión de quince cuadras de largo por ocho de ancho.

«La floreciente ciudad de Temuco, de la cual hace algún tiempo dimos una serie de vistas fotográficas interesantísimas, ha estado a punto de ser totalmente destruida por un incendio.

El fuego principió en un edificio cercano a la Plaza de Armas e impulsado por un fuente viento del oeste, tomó proporciones tales que llenó a la población de consternación y espanto. Veintiuna manzanas fueron totalmente reducidas a escombros. Las bombas del pueblo y las que pudieron ir de Concepción y otras ciudades de la frontera fueron impotentes para contener la impetuosidad de las llamas y se limitaron a defender de su voracidad las casas que servían de márjen a aquel verdadero torrente de fuego.

No ménos de 3.500 personas quedaron sin hogar y en la más absoluta miseria. Las pérdidas avaluables en dinero pasan de 1.500.000 pesos.

El fuego abarcó una extensión de quince cuadras de largo por ocho de ancho y terminó en la noche después que hubo consumido todo el combustible que encontró en su derrotero, en el Hotel Leguas por el sur y la Bodega de Mac Kay por el norte.

Contemplando el plano de la ciudad de Temuco, que publicamos en otra pájina, puede comprenderse la verdadera magnitud del incendio. Descartando las manzanas que se hallan más allá de la línea férrea, de la Avenida de 30 metros y el rincón formado por ámbas que están despobladas, puede decirse que las llamas consumieron la tercera parte de la ciudad.

Es, pues, completamente esplicable la consternación que se apoderó de los habitantes ante tamaña desgracia y del eco que ella ha tenido en toda la República.

En la noche la ciudad presentaba un aspecto horrible: la vista abarcaba la enorme estension comprendida entre la estación y la calle Vicuña, y espantaba ver como en quince cuadras ardian siniestramente miles de montones de fuego en medio de los edificios caídos.

Al día siguiente en la estensa y ancha Avenida abierta por el fuego, veíanse palos carbonizados,  una que otra chimenea de cal y ladrillo, troncos de árboles quemados, postes de luz eléctrica carbonizados, máquinas, alambres telefónicos por el suelo, montones de zinc quemados, ruinas, desolación y por todas partes escombros humeantes.

Desde los primeros momentos del incendio la jente se entregó al pillaje, sin que hubiera la fuerza de policía necesaria para evitarlo. Calcúlase que la tercera parte de la ropa y mobiliario desaparecido es obra de los ladrones. A pretesto de salvamento, la jente llevábase carretonadas y montones enormes de objetos robados. Hubo también casos en que personas aseguradas impidieron que por dentro de sus casas se sacaran muebles de sus vecinos no asegurados.

A causa de la caída de los postes desde el primer momento faltó el telégrafo y el teléfono y esparcida esta noticia por la ciudad, contribuyó en no pequeño grado a aumentar el pánico, pues se llegó a creer que en la imposibilidad de poderse comunicar con el norte, de acá no podrían enviársele socorros.

Aprovechando la situación angustiosa en que quedó tanta jente sin hogar, algunos comerciantes poco escrupulosos comenzaron a esplotar el hambre, pidiendo el doble por los artículos de primera necesidad. En esta emerjencia el gobierno impartió instrucciones a los ferrocarriles para movilizar trenes de norte a sur, especiales para los damnificados por el fuego.

En medio de las ruinas se han visto escenas dolorosas. Mujeres pobres llorando al lado de sus pobres viviendas reducidas a cenizas. Según cálculo aproximado se han quemado 25 a 30 manzanas, en su tercera parte las más importantes de la ciudad, que con este desastre queda arruinada tal vez para no volver a levantarse antes de diez años.

El fuego se ramificó en varios brazos, pues dentro del área quemada han quedado pedazos intactos.»
Zig-Zag, 26 de enero de 1908 (ortografía original).

## Consecuencias
El 11 de febrero de 1908 se promulgó la Ley 2082, que autorizó al presidente de la República para destinar hasta 300 000 pesos para atender a los damnificados y atender las necesidades de la ciudad tras el incendio, así como también se permitió que invirtiera hasta 200 000 pesos para construir cuatro escuelas en Temuco.

## Galería

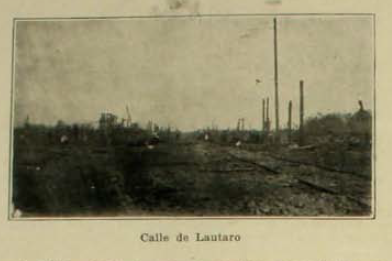
Calle Lautaro.
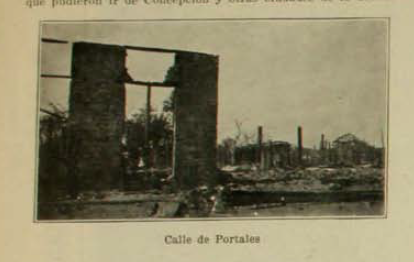
Calle Portales.
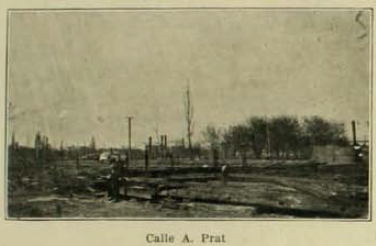
Calle Prat.
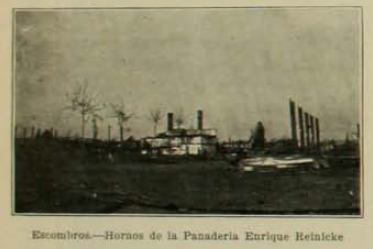
Hornos de la panadería Enrique Reinike.
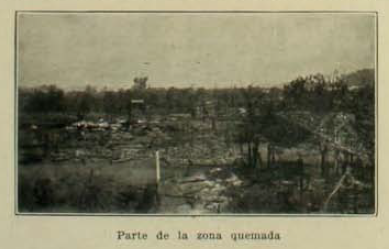
Parte de la zona quemada.
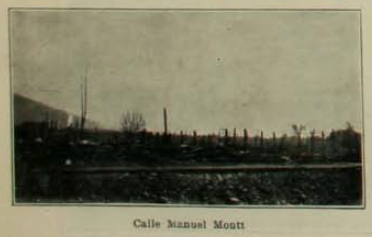
Calle Manuel Montt.
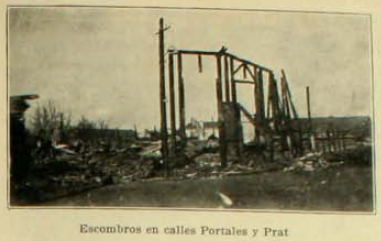
Escombros de calle Portales y Prat.
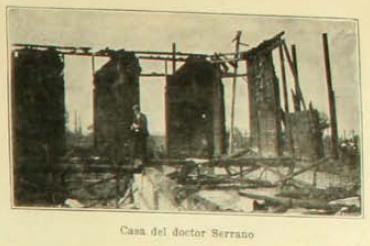
Casa del Dr. Serrano.
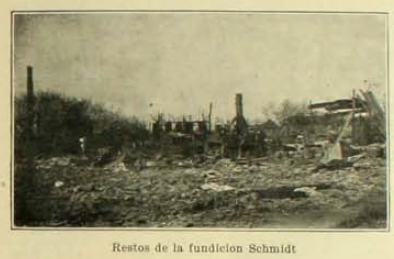
Restos de la fundación Schmidt.
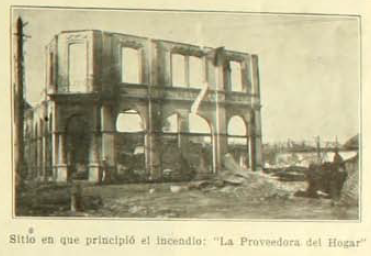
"La Proveedora del Hogar", donde comenzó el incendio.